# Gennadi Wiktorowitsch Waganow
Gennadi Wiktorowitsch Waganow (russisch Геннадий Викторович Ваганов; * 25. November 1936 in Duwan) ist ein ehemaliger sowjetischer Skilangläufer.

## Werdegang
Waganow, der für den CSKA Moskau startete, hatte seinen ersten internationalen Erfolg bei den Olympischen Winterspielen 1960 in Squaw Valley. Dort gewann er die Bronzemedaille mit der Staffel. Zudem wurde er dort Siebter über 50 km und jeweils Vierter über 15 km und 30 km. Bei den Nordischen Skiweltmeisterschaften 1962 in Zakopane holte er die Bronzemedaille mit der Staffel. Zwei Jahre später gewann er bei den Olympischen Winterspielen in Innsbruck erneut Bronze mit der Staffel. Zudem belegte er dort den 19. Platz über 30 km und den 14. Rang über 15 km. Im März 1964 wurde er Sechster beim Holmenkollen Skifestival über 50 km. Bei sowjetischen Meisterschaften siegte er dreimal über 15 km (1960, 1962, 1964) und viermal mit der Staffel (1962–1965).